# Grasmarkt (Bremen)

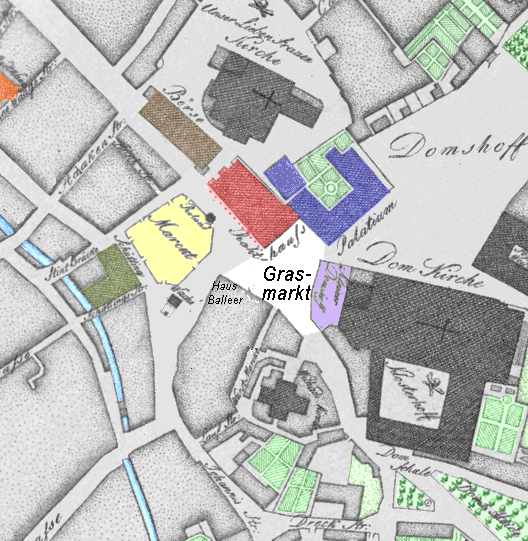
Markt und Umgebung 1796: Rathaus rot, Palatium blau

„Grasmarkt“ ist die historische Bezeichnung für den Stadtplatz zwischen dem Bremer Marktplatz und dem Bremer St. Petri-Dom. Heute ist er amtlich ein Teil der Straße Am Dom.

## Lage

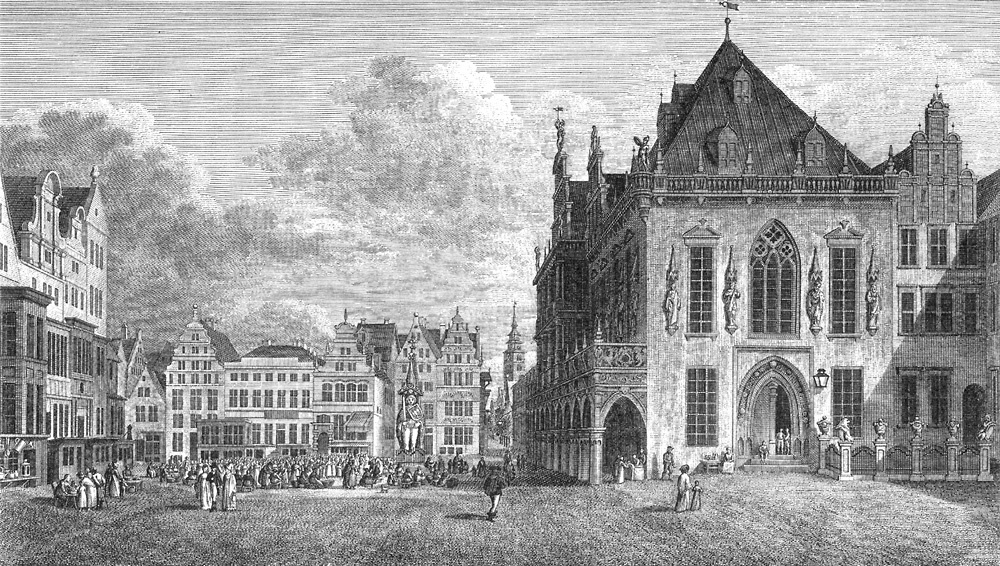
Grasmarkt 1818/19 mit Domseite des Rathauses und Nordseite des Willehadiblocks

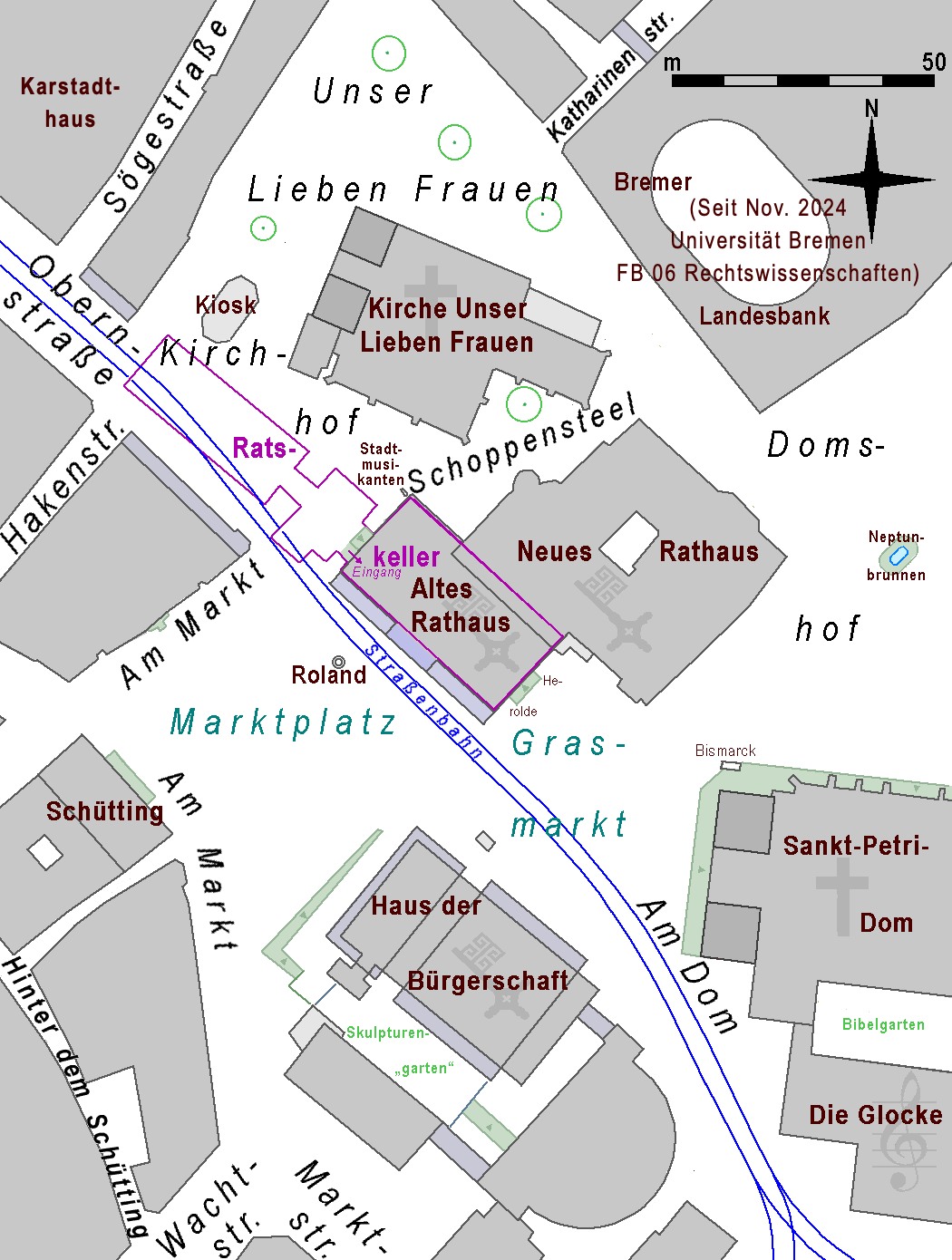
„Grasmarkt“ zwischen Rathaus, Dom und Bürgerschaft heute

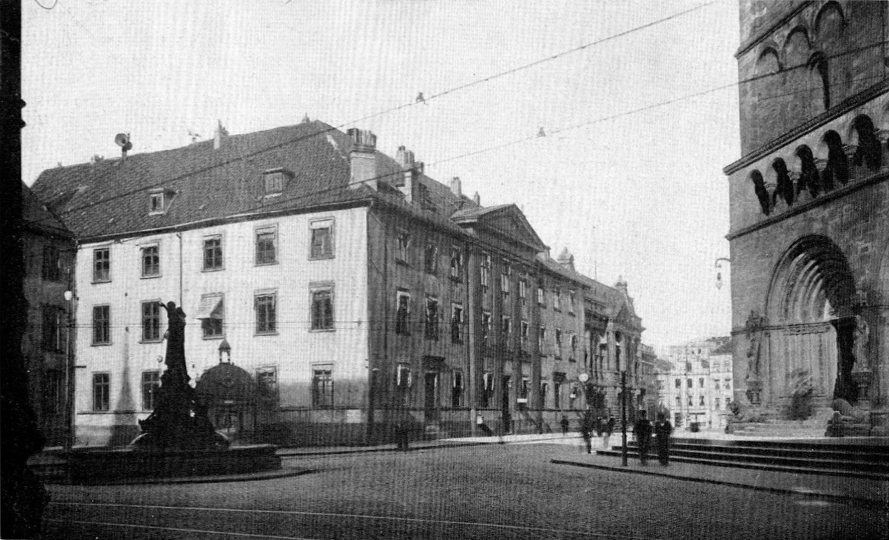
Domportal, Stadthaus und Wilhadibrunnen 1900

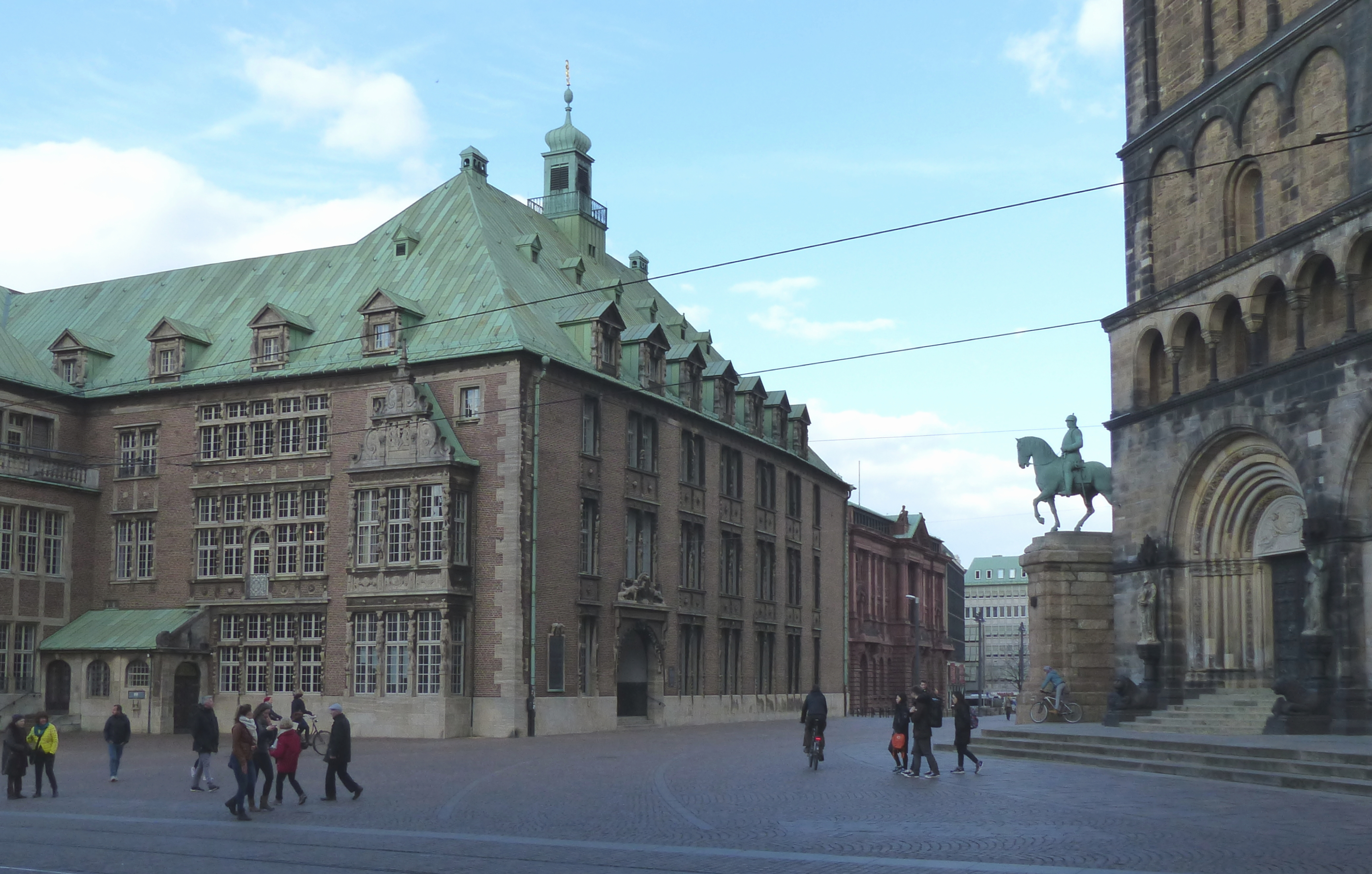
Dieselbe Stelle im März 2017

Baulinien und Durchlässe waren Anfang des 19. Jahrhunderts im Uhrzeigersinn:
- nordöstlich der Südgiebel des erzbischöflichen Palatiums
- östlich die breite Verbindung zum Domshof
- südöstlich die Turmfront des Doms
- südlich die Verbindungsstraße zur Domsheide
- südwestlich die Nordostseiten (Hauptgiebel) der die Wilhadikapelle umstehenden Häuser, unterbrochen durch eine Verbindungsgasse zum vor dieser Kirche gelegenen Wurstmarkt
- westlich die breite Verbindung zum Marktplatz
- nordwestlich die Schmalseite des Rathauses samt dessen Anbau mit der zweiten Wittheitsstube „Nye Dornßen“
- nördlich der schmale Durchgang zwischen dieser und der Maria-Magdalenen-Kapelle des Palatiums.

## Geschichte
Im 11. Jahrhundert lag die Fläche des Platzes ganz innerhalb der Domburg und war mit dem außerhalb deren Mauerringes gelegenen Markt durch ein großes Tor verbunden (Adam von Bremen: „porta grandis contra forum“). Mitte des Jahrhunderts ließ Erzbischof Adalbert den erst etwa zehn Jahre alten Torturm und große Teile der Befestigungsmauern abtragen, um mit den Steinen den Dom schneller fertiggestellt zu bekommen.
Die begrenzenden Gebäudefronten entstanden nach und nach: Die 1066 geweihte Westkrypta hatte zunächst noch nicht ihr heute westlichstes Gewölbejoch. Erst unter dem Episkopat Gerhards II. (1219–1258) kam die Westfassade mit der Errichtung der Türme an ihrer heutigen Stelle. Ab 1293 wurde das Palatium errichtet, ab 1405 das Rathaus.
Bis ins 19. Jahrhundert wurde auf dem Platz tatsächlich Heu für die zahlreichen in der Stadt gehaltenen Zug- und anderen Nutztiere verkauft. Ausgenommen davon war eine etwa 15 m breite Fläche vor dem Dom, abgetrennt durch eine Mauer und Kleiner Domshof genannt.
Diese Abgrenzung wurde 1809 aufgehoben, nachdem der Dom und die übrigen ehemals erzbischöflichen Liegenschaften 1803 Teil des stadtbremischen Staatsgebiets geworden waren. 1818/19 wurde das Palatium nach mehr oder weniger weitgehender Abtragung zum klassizistischen Stadthaus umgebaut.
Der auch als Willehadiblock bezeichnete kleine Stadtteil aus der Willehadikirche und den umliegenden Gassen und Häusern wurde 1861 abgerissen und bis 1864 durch die Neue Börse ersetzt. In dem Zusammenhang endete die alte Nutzung des Platzes und 1864 verschwand auch der entsprechende Straßenname. Während die Baugrenzen des Willehadiblocks mit der Hausecke des Balleerhauses bis vor die Längsseite des Rathauses geragt hatte, lag die Ecke der Neuen Börse in Fortsetzung der Schmalseite des Rathauses, so dass die räumliche Abgrenzung zwischen Markt und Grasmarkt seither klarer ist als zu Zeiten, da er seinen Namen trug.
Seit 3. November 1879 rollen Straßenbahnen über den Grasmarkt, zunächst parallel zur Weser, von 1883 bis 1987 auch in Richtung Domshof. Von privater Hand gestiftet, stand seit 1883 mitten auf dem Platz der Wilhadibrunnen, jedoch wurde im Zweiten Weltkrieg die Brunnenfigur eingeschmolzen und 1952 auch das Becken wieder entfernt.
Nach der Zerstörung des Börsengebäudes im Zweiten Weltkrieg und heftiger Kontroverse über die weitere Nutzung des Grundstücks wurde dort ab 1961 das Haus der Bürgerschaft errichtet, dessen Einweihung 1966 stattfand. Etwa zu der Zeit wurde der Grasmarkt zur Fußgängerzone, durch die aber weiterhin Straßenbahnen und Linienbusse in mehreren Richtungen rollten. Seit 1987 gibt es nur noch ein Gleispaar mit zwei Straßenbahnlinien, die den Fußgängerverkehr nicht an den Rand drücken. Fahrradverkehr zwischen Domshof und Balgebrückstraße ist weiterhin zugelassen, seit etwa zwei Jahren nachts und am Wochenende auch aus und in Richtung Obernstraße

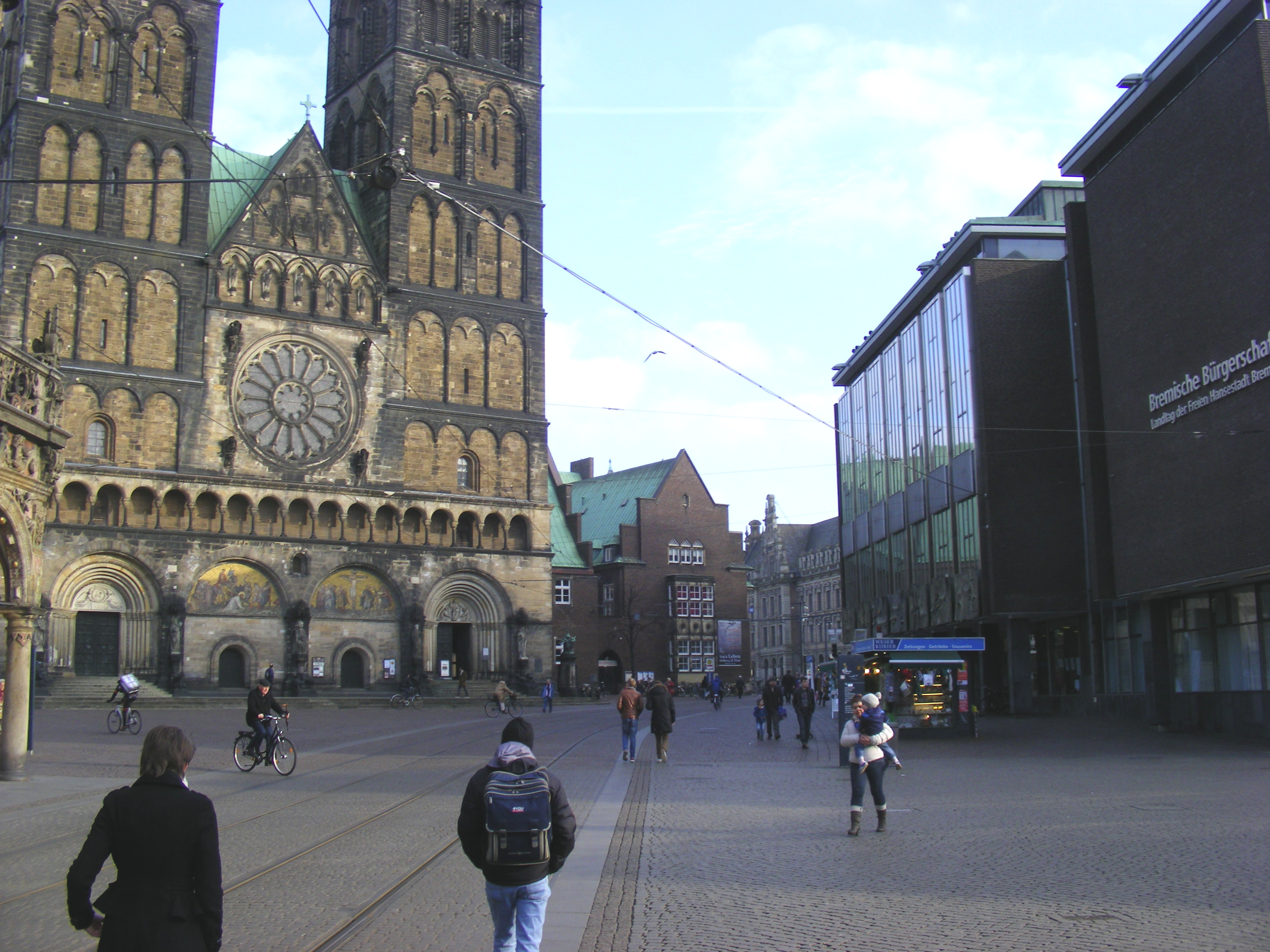
Dom, Haus der Bürgerschaft, Blick zur Glocke
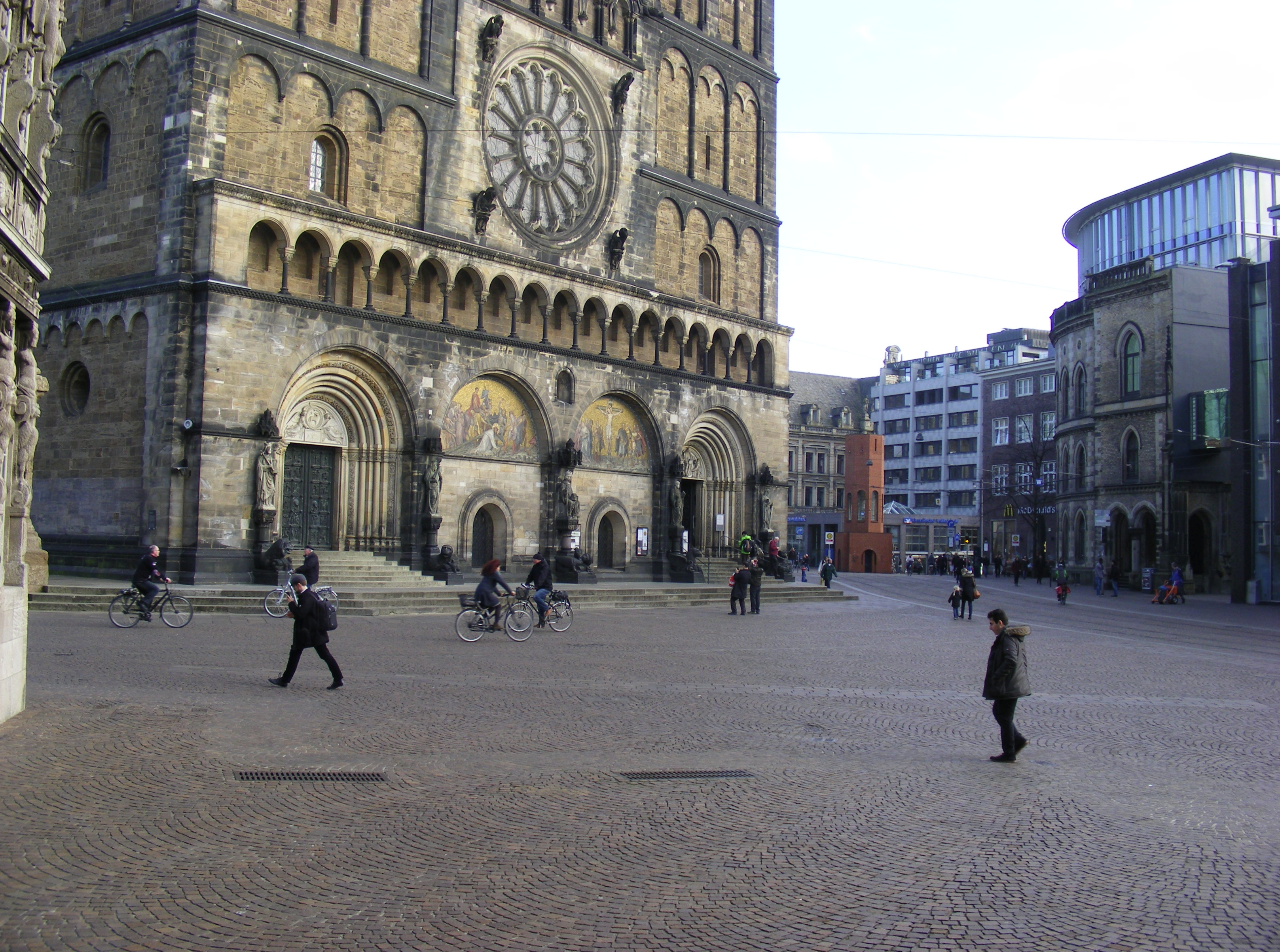
Blick vom Rathauswinkel zum Dom und zur Domsheide
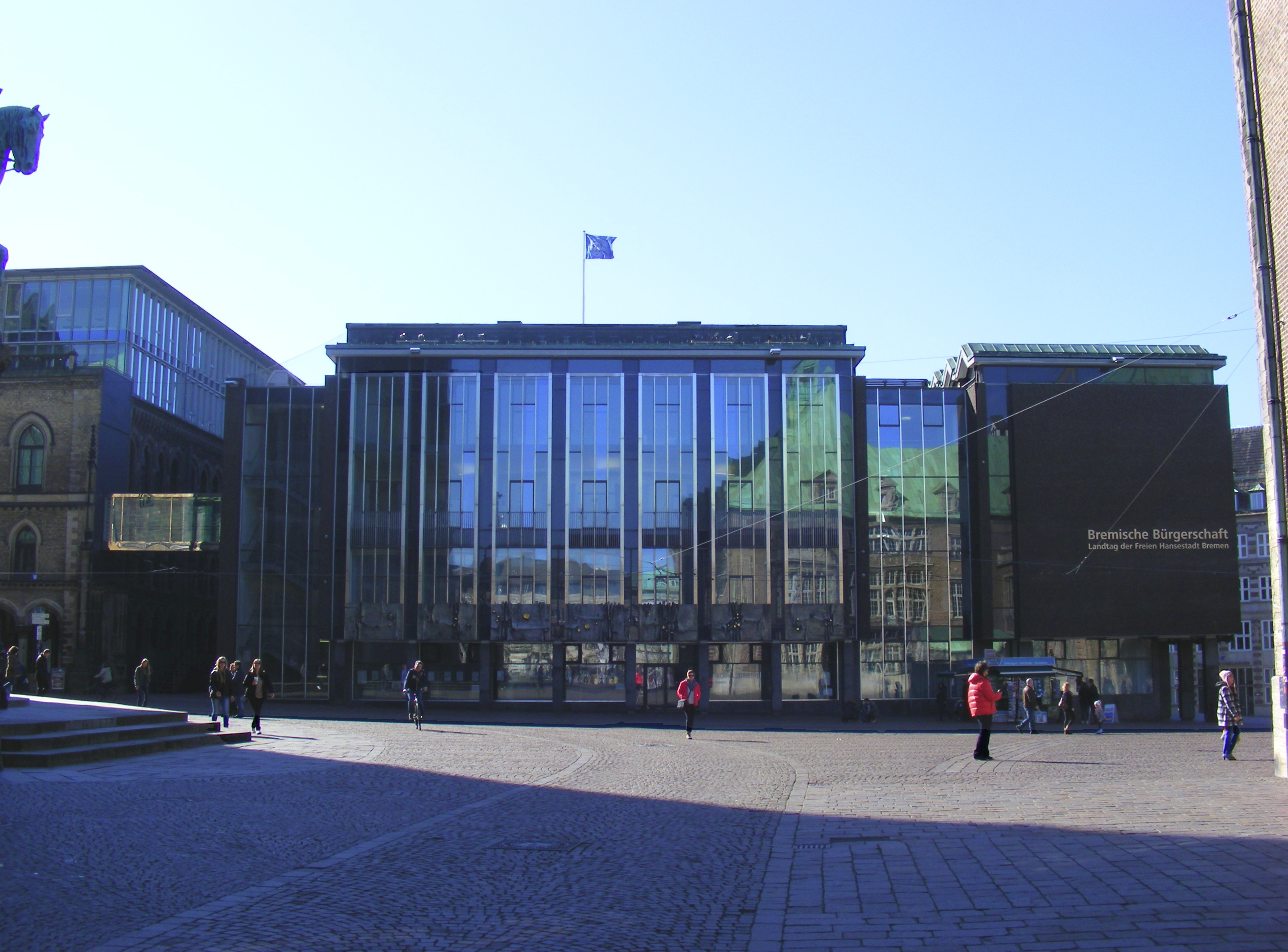
Domstufen, Bürgerschaft, gespiegelt das Neue Rathaus
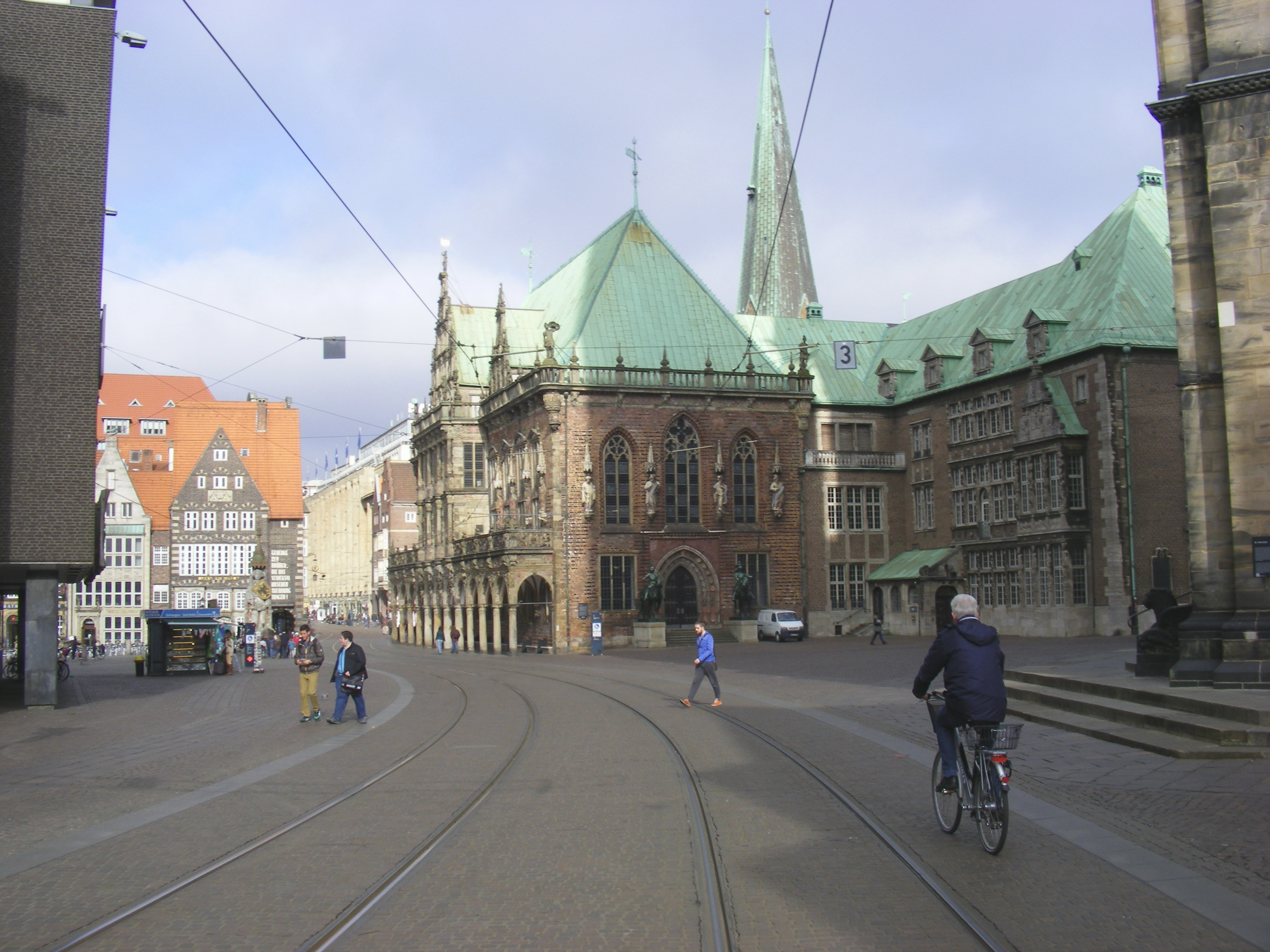
Blick zwischen Bürgerschaft und Dom zum Rathaus